# Monastère de la Dormition de Staritsa
Le monastère de la Dormition (ou de l'Assomption), en russe : Ста́рицкий Свя́то-Успе́нский монастырь, est un monastère d'hommes de l'Église orthodoxe russe situé à Staritsa dans l'éparchie de Tver. Il se trouve au bord de la Volga, en amont de la confluence avec la rivière Verkhnaïa Staritsa.

## Histoire
D'après la tradition, le monastère est fondé en 1110 par deux moines de la laure des Grottes de Kiev : « En 1110, deux moines des Grottes de Kiev, Triphon et Nicandre, arrivent au domaine de Stary Bor (vieille pinède) et s'y installent pour enseigner la Parole de Dieu à ceux venus les rejoindre ». D'autres disciples se joignent à eux, prenant part à leur vie cénobitique.:21—26 On y construit une église de bois:26-27, près de laquelle se forme un village, devenu en 1297 la ville de Staritsa. Les premières mentions écrites du monastère datent de 1312, lorsqu'il est détruit pendant les combats entre les princes de Tver et ceux de Moscou:33.

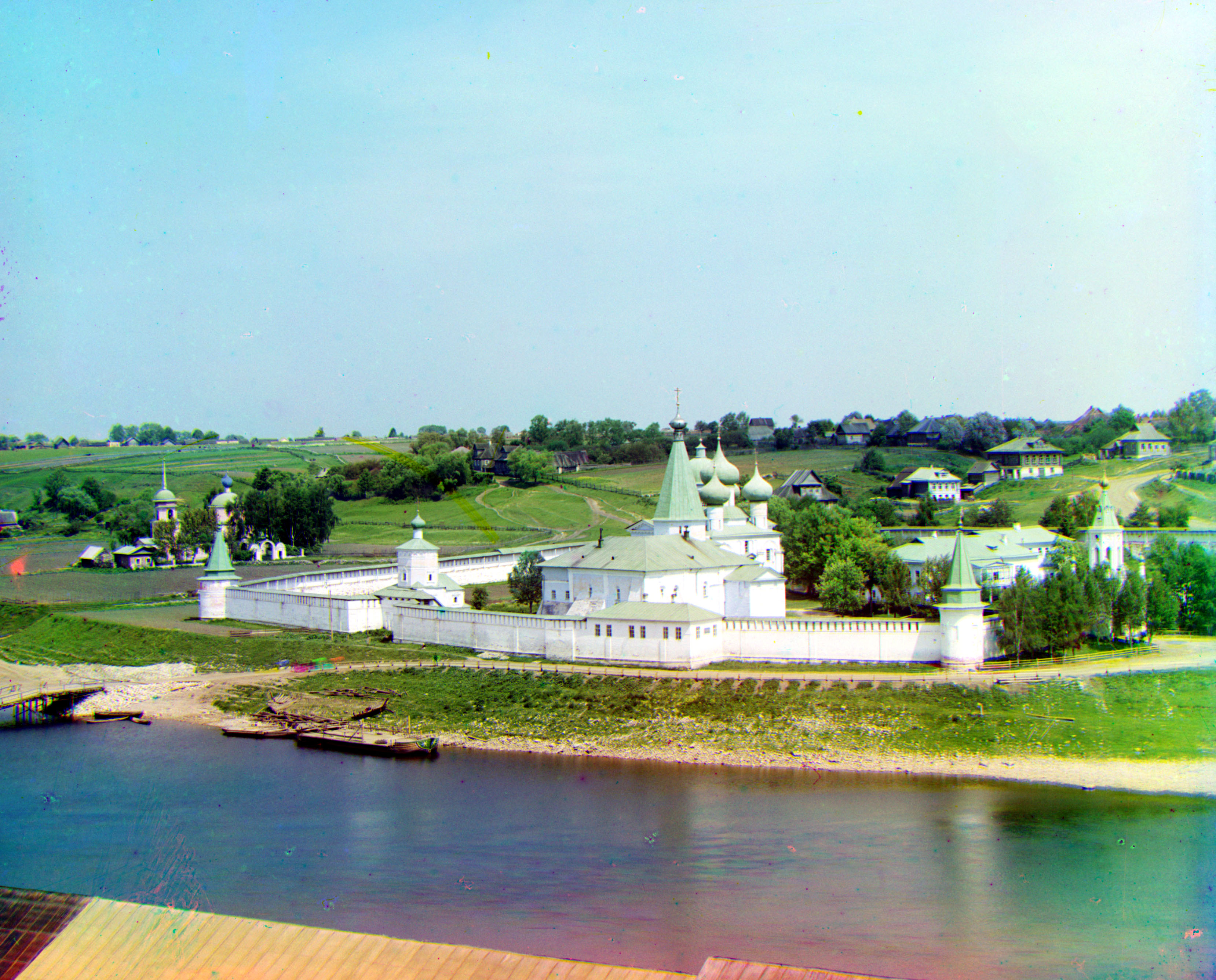
Le monastère de la Dormition photographié par Sergueï Prokoudine-Gorski en 1910.

Le monastère n'est reconstruit que dans la première moitié du XVIe siècle par le prince André Ivanovitch de Staritsa, oncle d'Ivan le Terrible, bien que la légende locale ait fait état d'une vie monastique ininterrompue sur les bords de la Volga au XIIe et au XIIIe siècle:33—34.
Le monastère est dirigé à partir de 1559 par l'archimandrite Job (futur patriarche de Moscou), natif de Staritsa. En 1606, sous le second faux Dimitri, Job est envoyé en relégation au monastère de la Dormition où il meurt au bout de deux ans. Un clocher avec une chapelle sont construits à l'emplacement de sa tombe. Sous le tsar Alexis Romanov, les reliques de Job sont solennellement translatées du monastère à la cathédrale de l'Assomption du kremlin de Moscou(p43—45),.
La période la plus florissante du monastère se déroule au XVIIe siècle. Il différait des autres monastères par un vaste système de communications souterraines. Le manifeste de Catherine II publié en 1764 ordonne la sécularisation des domaines monastiques et dès lors le monastère s'appauvrit ; il ne reste plus que douze moines.
Il est fermé par les autorités communistes en 1919. Les murs d'enceinte sont détruits dans les années 1930, ainsi que les tours d'angle. Le monastère fait l'objet de travaux en 1944, mais les principaux édifices sont négligés.
En 1997, le Saint-Synode présidé par le patriarche Alexis II de Moscou décide de la réouverture du monastère de la Dormition dans le but d'y rétablir la vie religieuse. Les murs d'enceinte sont reconstruits vers 2013 dans leur aspect originel. Le supérieur du monastère depuis le 15 juillet 2019 est le hiéromoine Païssi (Novojenov).

## Édifices

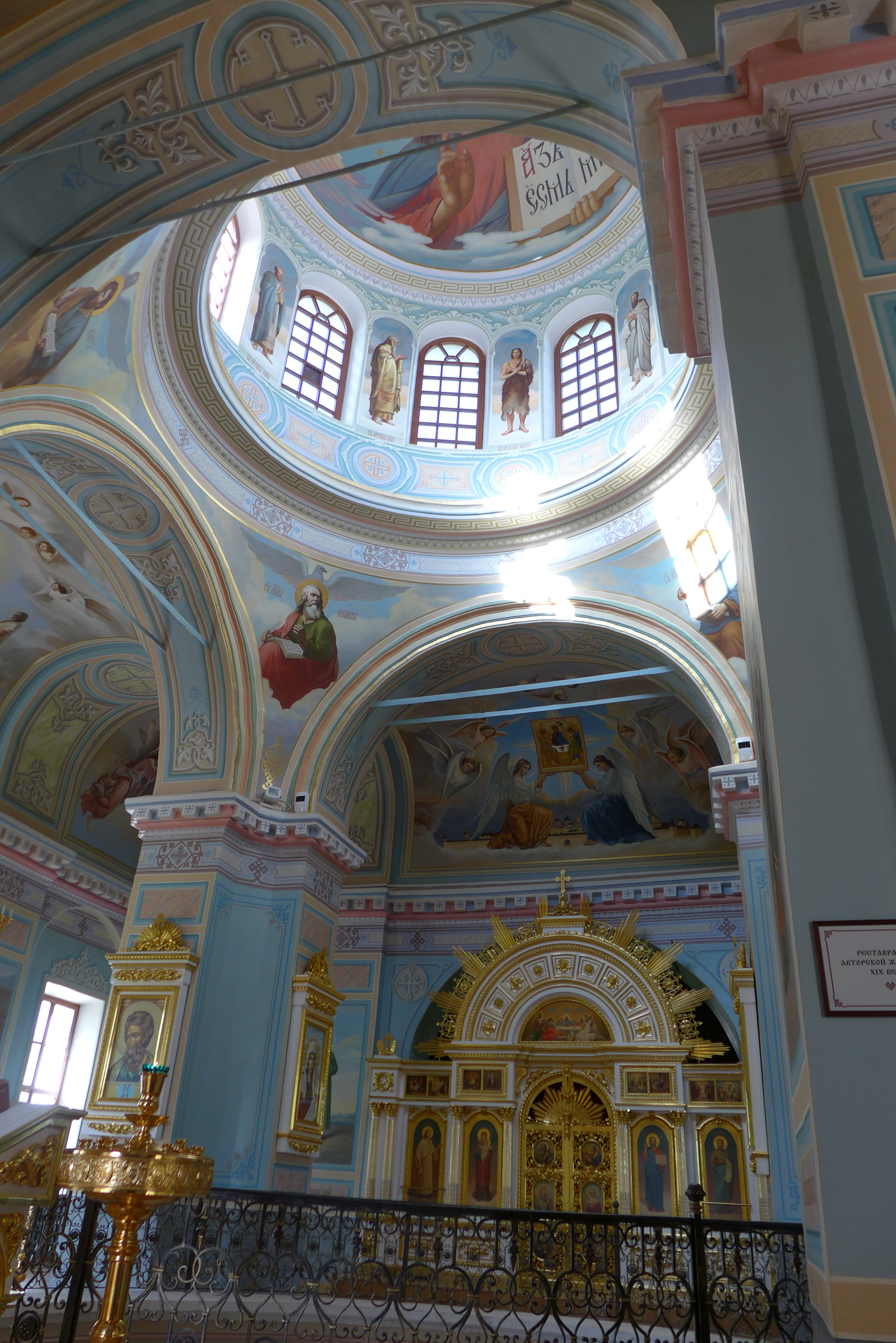
Intérieur de l'église de la Trinité.

- Église-catholicon de la Dormition-de-la-Mère-de-Dieu (1530) en pierre blanche avec cinq dômes avec bulbe, décorée de kokochniks, édifiée par le prince André de Staritsa[1]:10. Les reliques de la skimoniale Pélagie, mère du patriarche Job, s'y trouvent.
- Maison à étage du supérieur (années 1530) avec le réfectoire des moines, la cuisine et des cellules[1]:21.
- Église-porte Saint-Jean-l'Évangéliste (1694)  avec une galerie, construite à l'emplacement d'une ancienne église-porte brûlée en 1681[1]:11—12.
- Église de la Présentation-de-Marie (1570), à un étage, bâtie sur ordre d'Ivan le Terrible[1]:11.
- Église de la Trinité (1819), bâtie en pierre à un étage, sur les fonds du général-major Alexeï Toutomline. Le rez-de-chaussée comprend la nécropole familiale des Toutomline[1]:12.
- Chapelle Saint-Georges.
- Mausolée du général Ivan Glebov (1707-1774), près de l'église de la Dormition.

## Sourcede la traduction
- (ru) Cet article est partiellement ou en totalité issu de l’article de Wikipédia en russe intitulé « Старицкий Успенский монастырь » (voir la liste des auteurs).